# Antonijo Pranjič
Antonijo Pranjič, slovenski nogometaš, * 14. januar 1985.
Pranjič je nekdanji profesionalni nogometaš, ki je igral na položaju branilca. V svoji karieri je igral za slovenske klube Celje, Šmartno ob Paki, Dravinja, Aluminij in Drava Ptuj ter avstrijske SV Horn, Gersthofer, Neusiedl/See, Cro-Vienna in Siemens/Großfeld. Skupno je v prvi slovenski ligi odigral 21 tekem, v drugi slovenski ligi pa je odigral 85 tekem in dosegel 12 golov.